# Байнассай
Байнасса́й (каз. Байнассай) — село у складі Мартуцького району Актюбінської області Казахстану. Адміністративний центр Байнассайського сільського округу.
До 2007 року село називалось Новомихайловка.
Населення — 514 осіб (2021; 469 у 2009, 868 у 1999, 1103 у 1989).